# Шопин, Юрий Валентинович
Ю́рий Валенти́нович Шо́пин (род. 19 февраля 1993, Ульяновск, Россия) — российский биатлонист, серебряный призёр чемпионата России 2017 года в спринте.
12 марта 2017 года на последнем, 8 этапе кубка IBU в Отепяя (Эстония) стал победителем одиночной смешанной эстафеты вместе с Анной Никулиной.

## Карьера
Тренируется в Ульяновске у Ю.В. Охотникова.
Участник юниорского чемпионата мира в Нове-Место. Занял 21 место в спринте и 15-е в гонке преследования.
Участник этапов Кубка IBU. Лучший результат — 20 место в спринте на этапе в Обертиллиахе в сезоне 2014/2015.
На зимней Универсиаде 2015 поднимался на пьедестал во всех пяти дисциплинах: двукратный чемпион (гонка преследования и смешанная эстафета) и трёхкратный бронзовый призёр (спринт, масс-старт и гонка на 20 км).
В 2016 году участвовал в Югорском лыжном марафоне в гонке на 50 км свободным стилем и занял второе место, уступив лишь швейцарского лыжнику Тони Ливерсу.
Студент Ульяновского государственного педагогического университета.
В сентябре 2022 года завершил карьеру.
В июне 2023 года Юрий Шопин дисквалифицирован на 2 года за нарушение антидопинговых правил.

### Кубок мира
Дебютировал 1 декабря 2016 года в индивидуальной гонке в Эстерсунде.
5 января 2017 года показал лучший результат в карьере на Кубке мира, заработав впервые свои кубковые баллы.

## Результаты выступлений на Кубке мира
| 2018/2019 Итоги | 2018/2019 Итоги | Поклюка | Поклюка | Поклюка | Поклюка | Поклюка | Хохфильцен | Хохфильцен | Хохфильцен | Нове-Место | Нове-Место | Нове-Место | Оберхоф | Оберхоф | Оберхоф | Рупольдинг | Рупольдинг | Рупольдинг | Антхольц | Антхольц | Антхольц | Канмор | Канмор | Солт-Лейк-Сити | Солт-Лейк-Сити | Солт-Лейк-Сити | Солт-Лейк-Сити | ЧМ Эстерсунд | ЧМ Эстерсунд | ЧМ Эстерсунд | ЧМ Эстерсунд | ЧМ Эстерсунд | ЧМ Эстерсунд | ЧМ Эстерсунд | Холменколлен | Холменколлен | Холменколлен |
| Очков           | Место           | Сусм    | См      | Инд     | Спр     | Пр      | Спр        | Пр         | Эст        | Спр        | Пр         | МС         | Спр     | Пр      | Эст     | Спр        | Эст        | МС         | Спр      | Пр       | МС       | Инд    | Эст    | Спр            | Пр             | Сусм           | См             | См           | Спр          | Пр           | Инд          | Сусм         | МС           | Эст          | Спр          | Пр           | МС           |
| 0               | 0               | —       | —       | —       | —       | —       | —          | —          | —          | —          | —          | —          | —       | —       | —       | —          | —          | —          | —        | —        | —        | 69     | —      | 56             | 47             | —              | —              | —            | —            | —            | —            | —            | —            | —            | —            | —            | —            |

| 2017/2018 Итоги | 2017/2018 Итоги | Эстерсунд | Эстерсунд | Эстерсунд | Эстерсунд | Эстерсунд | Хохфильцен | Хохфильцен | Хохфильцен | Анси | Анси | Анси | Оберхоф | Оберхоф | Оберхоф | Рупольдинг | Рупольдинг | Рупольдинг | Антхольц | Антхольц | Антхольц | ОИ Пхёнчхан | ОИ Пхёнчхан | ОИ Пхёнчхан | ОИ Пхёнчхан | ОИ Пхёнчхан | ОИ Пхёнчхан | Контиолахти | Контиолахти | Контиолахти | Контиолахти | Холменколлен | Холменколлен | Холменколлен | Тюмень | Тюмень | Тюмень |
| Очков           | Место           | Сусм      | См        | Инд       | Спр       | Пр        | Спр        | Пр         | Эст        | Спр  | Пр   | МС   | Спр     | Пр      | Эст     | Инд        | Эст        | МС         | Спр      | Пр       | МС       | Спр         | Пр          | Инд         | МС          | См          | Эст         | Спр         | Сусм        | См          | МС          | Спр          | Пр           | Эст          | Спр    | Пр     | МС     |
| 0               | 0               | —         | —         | —         | —         | —         | —          | —          | —          | —    | —    | —    | —       | —       | —       | 97         | —          | —          | —        | —        | —        | —           | —           | —           | —           | —           | —           | —           | —           | —           | —           | —            | —            | —            | —      | —      | —      |

| 2016/2017 Итоги | 2016/2017 Итоги | Эстерсунд | Эстерсунд | Эстерсунд | Эстерсунд | Эстерсунд | Поклюка | Поклюка | Поклюка | Нове-Место | Нове-Место | Нове-Место | Оберхоф | Оберхоф | Оберхоф | Рупольдинг | Рупольдинг | Рупольдинг | Антхольц | Антхольц | Антхольц | ЧМ Хохфильцен | ЧМ Хохфильцен | ЧМ Хохфильцен | ЧМ Хохфильцен | ЧМ Хохфильцен | ЧМ Хохфильцен | Пхёнчхан | Пхёнчхан | Пхёнчхан | Контиолахти | Контиолахти | Контиолахти | Контиолахти | Холменколлен | Холменколлен | Холменколлен |
| Очков           | Место           | Сусм      | См        | Инд       | Спр       | Пр        | Спр     | Пр      | Эст     | Спр        | Пр         | МС         | Спр     | Пр      | МС      | Эст        | Спр        | Пр         | Инд      | Эст      | МС       | См            | Спр           | Пр            | Инд           | Эст           | МС            | Спр      | Пр       | Эст      | Спр         | Пр          | Сусм        | См          | Спр          | Пр           | МС           |
| 18              | 79              | —         | —         | 50        | —         | —         | 62      | —       | —       | —          | —          | —          | 33      | 31      | —       | —          | —          | —          | —        | —        | —        | —             | —             | —             | —             | —             | —             | 52       | 42       | —        | —           | —           | —           | —           | —            | —            | —            |

## Семья
Летом 2017 года женился на биатлонистке Полине Ефремовой. 31 декабря 2017 года родился сын Михаил.